# Arthur S. Godfrey
Ne doit pas être confondu avec Arthur Godfrey.
Pour les articles homonymes, voir Godfrey.
Arthur Stuart Talbot Godfrey, né le 15 avril 1910 dans le Surrey et mort le 14 mai 1942 à Narvik, est un officier et explorateur britannique.

## Biographie
Fils du lieutenant-colonel Stuart Godfrey et de Guendolen Beatrix Nesta Godfrey, il s'engage dans les Royal Engineers. En 1934, il participe à une expédition britannique dirigée par Martin Lindsay au Groenland et cartographie les zones montagneuses entre Ittoqqortoormiit et Morelfjellet dans l'est du Groenland. De 1935 à 1936, il fait partie de l'expédition de l'Université d'Oxford au Nordaustlandet dans le Svalbard. L'expédition est dirigée par Alexander Glen et compte également Amherst Barrow Whatman (en) parmi les participants.
Pendant la Seconde Guerre mondiale, Godfrey sert en Norvège immédiatement après l'opération Weserübung du 9 avril 1940. Il se distingue au combat à Steinkjer dans la nuit du 21 au 22 avril. La ville a été bombardée et est en ruines. Godfrey se porte volontaire pour entrer dans la ville et fait transporter des fournitures par train vers le nord jusqu'à Snåsa dans des conditions dangereuses. Pour cet effort, il reçoit la Croix de Guerre norvégienne le 20 mars 1942. 
Les expériences de Godfrey dans l'Arctique lui valent de se voir confier des tâches en Islande, dans le nord de la Russie et au Svalbard. En avril 1942, il est envoyé comme officier de liaison dans l'opération Fritham. Le plan est d'établir une station météorologique et de garantir que les mines de charbon ne soient pas reprises par les Allemands. Godfrey est à bord du paquebot DS Isbjørn lorsqu'il est coulé par un avion allemand à Isfjorden le 14 mai 1942. Il fait partie des morts.

## Hommages
Plusieurs endroits du Nordaustlandet portent le nom de Godfrey tels la baie de Godfrey et les trois lacs qui s'y jettent : Lower Godfreytjørna, Midtre Godfreytjørna et Øvre Godfreytjørna. 